# Julian Bennett (Archäologe)
Julian Bennett (* 9. Juni 1949; † 29. Januar 2025) war ein englischer Archäologe und Hochschullehrer.

## Leben
Julian Bennett legte 1978 den Bachelor in Archäologie an der University of Durham ab. Nachdem er zunächst mit einem Graduiertenstudium an der Newcastle University begonnen hatte, erhielt er eine Stelle als Ausgrabungsdirektor der English Heritage und studierte nur noch in Teilzeit. Er schloss sein Studium schließlich 1991 mit einer Promotion zu einem Thema der römischen Archäologie ab. Der Titel seiner Dissertation lautete The Setting, Development and Function of the Hadrianic Frontier in Britain. Seit 1995 lehrte er an der Bilkent-Universität in Ankara in der Türkei, seit 2016 als Associate Professor. 
Seine Arbeitsgebiete waren provinzialrömische und militärische Archäologie sowie die spätrömische und byzantinische Architektur in Anatolien. Bennett befasste sich vor allem mit der Archäologie der Nordprovinzen im 2. Jahrhundert n. Chr. Er veröffentlichte zahlreiche Studien über das römische und mittelalterliche Britannien und die Römische Armee. Seine 1997 über Trajan veröffentlichte Biographie wurde auch ins Rumänische und Polnische übersetzt. 2001 erschien eine revidierte zweite Auflage der Biographie. 2002 wurde Bennett Mitglied der Society of Antiquaries.

## Schriften (Auswahl)
- Trajan. Optimus Princeps. A Life And Times. 1997, 2. Auflage. Routledge, London 2001, ISBN 0-415-16524-5.
- Towns in Roman Britain. 1980, 4. Auflage, Shire 2001, ISBN 0-7478-0473-7